# Bagno di Romagna
Bagno di Romagna és un municipi situat al territori de la província de Forlì-Cesena, a la regió de l'Emília-Romanya, (Itàlia).
Bagno di Romagna limita amb els municipis de Bibbiena, Chiusi della Verna, Mercato Saraceno, Poppi, Pratovecchio, Santa Sofia, Sarsina i Verghereto.

## Galeria

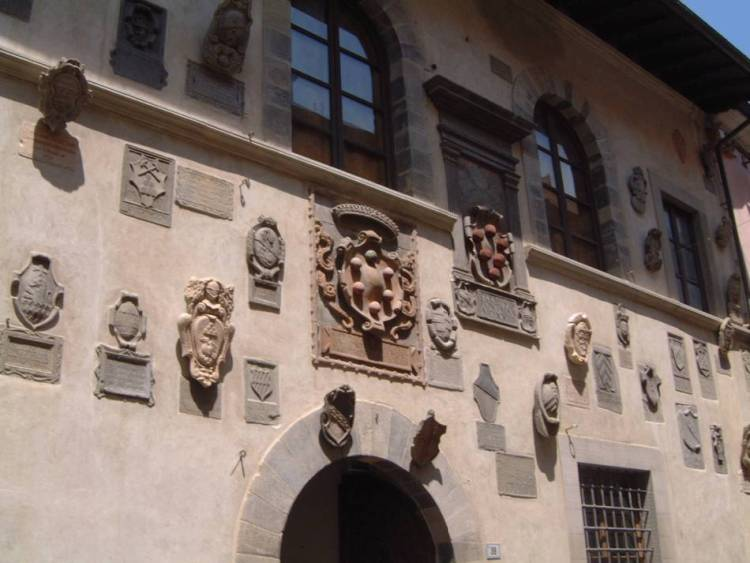
Palazzo di Capitani
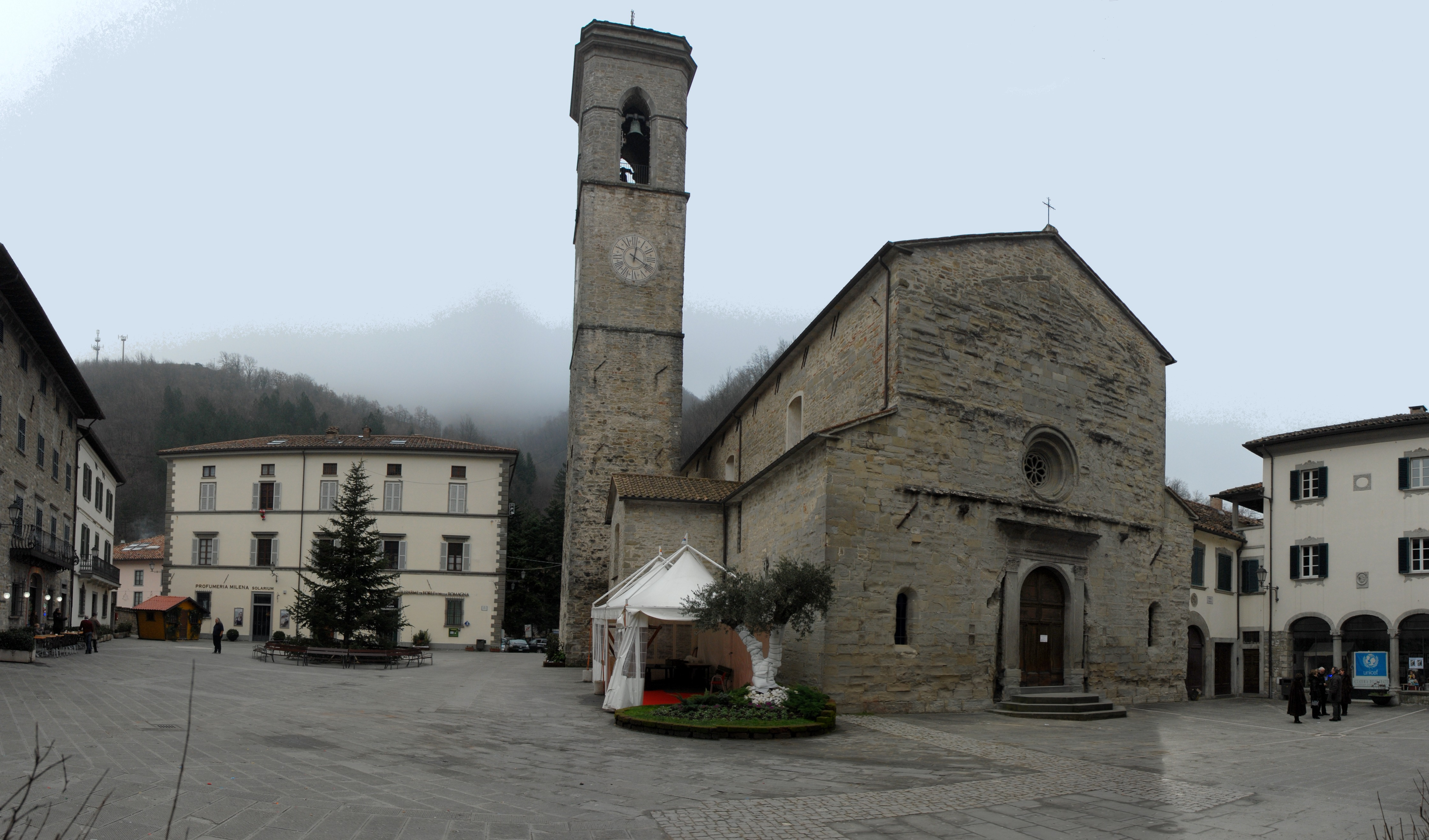
Església de Santa Maria
Localització del municipi dins la província